# バイス・クリガー
ベアトリス・”バイス”・クリガー（1948年、チューリッヒ、スイス生まれ）は、スイスの美術史家、キュレーター、評論家、出版業者。 2011年、ヴェネツィア・ビエンナーレにおいて3人目の女性キュレーター。 現在、 フィンセント・ファン・ゴッホ・アルル財団の芸術監督 。 

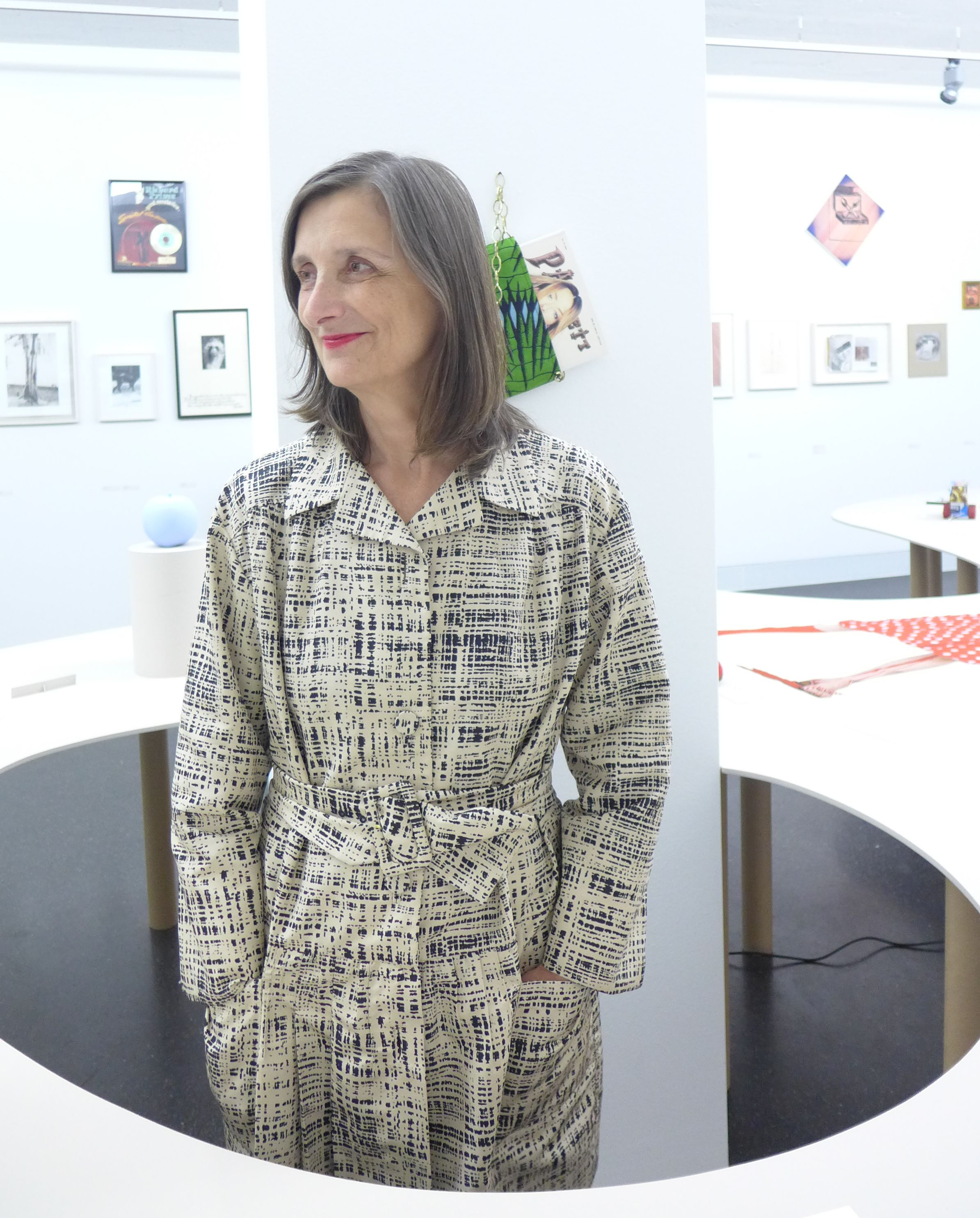
チューリッヒでのバイス・クリガーとパーケットのアーティストとのコラボレーション、2014

## 初期
バイス・クリガーは、1948年にスイスのチューリッヒで生まれ  、チューリッヒ大学にて美術史を学んだ  。卒業後、彼女はスイスの日刊紙Tages-Anzeigerで美術評論家となった。  

## キャリア
1984年、チューリッヒの アート・マガジン「パーケット（Parkett）」の共同創立者および編集長。1993年から2013年は、さまざまな国際的なギャラリー、美術館、展覧会のインディペンデント・キュレーターとして、フランス・パリにある、ポンピドゥー・センター、イギリス・ロンドンのヘイワード・ギャラリー、アメリカ・ニューヨークのグッゲンハイム美術館、イタリアの第54回ヴェネツィア・ビエンナーレ等々で活動をし、チューリッヒ美術館のキュレーターも務めた。2004年から「Tate Etc.」誌の編集に携わり、スイス連邦のアーツカウンシルのメンバーでもある。2006年から2007年には、ドイツ・ベルリンのフンボルト大学で講師をした。2013年から現在は、フランス・アルルのフィンセント・ヴァン・ゴッホ財団美術館の芸術監督および展示キュレーター。 

### 第54回ヴェネツィア・ビエンナーレ
2011年にクリガーは、第54回ヴェネツィア・ビエンナーレを「イルミネーション」と題してキュレーションをした  。ヴェネツィア・ビエンナーレの名誉ある出来事として、彼女は設立から3番目の女性キュレーター（2005年にマリア・デ・コラールとローザ・マルティネスは共同キュレーションをしている）  。クリガーは、展示名を「制度それ自体に光を当て、眠ったままで認識されていないチャンスと同様に、挑戦する必要のある慣習に注意を向ける」ことを意図していると説明した 。クリガーは、参加しているすべてのアーティストに5つの未解決の質問をした。「あなたのホームはどこですか？」 「将来、英語または他の言語を話しますか？」 「芸術的な共同体は国家ですか？」 「あなたは自身の内側にいくつの国を感じていますか？ 」「芸術が国家だったら、憲法には何が書かれているでしょうか？」  クリガーは展覧会のために84人のアーティストを選出した 。 

### フィンセント・ヴァン・ゴッホ財団美術館
2013年、クリガーはフランスのアルルにあるフィンセント・ヴァン・ゴッホ財団美術館の芸術監督に就任した 。この美術館は、ゴッホがアルルで過ごした時期に限定したもので、ゴッホと現代のアーティストとの関係を促進する展示がされている。 

### 出版物
1984年、クリガーは2年毎のアートマガジン「パーケット（Parkett）」を共同設立した  。彼女は設立以来、編集長を務めている  。2004年以来、クリガーはテート・ギャラリーのアートマガジン「Tate Etc.」のエディトリアル・ディレクターも務めている。クリガーはまた、現代美術に関する数多くの本を執筆している。   

### 展覧会
1993年以来、クリガーはチューリッヒ美術館 のキュレーターであり、多数の現代美術展のキュレーションと共同キュレーションをしている。 

## アワード等
- 芸術と手紙の勲爵士（フランス） [要出典]
- 2007年、チューリッヒ市のハインリッヒ・ヴェルフリン勲章
- 2009年、スイスインスティテュートのSIアワード、ニューヨーク現代アート
- 2012年、チューリッヒ州文化賞
- 2012年、スイス連邦芸術大賞/文化庁のメレ・オッペンハイム賞

## 参照資料
1. ↑  , Fondation Vincent Van Gogh, Retrieved 9 May 2014.
2. ↑  "The next Venice Biennale director", The Art Newspaper, Retrieved 9 May 2014.
3. ↑  Mijuk, Goran. "Profile: Venice Biennale Curator Bice Curiger's Tranquil Voice of Reason", The Wall Street Journal, Retrieved 9 May 2014.
4. ↑   La Biennale di Venezia, Retrieved 9 May 2014.
5. ↑  Fanelli, Franco. "I've included a very well known outsider: Tintoretto!" Archived 2014-05-13 at the Wayback Machine. The Art Newspaper, Retrieved 9 May 2014.
6. ↑  Curiger, Bice. "Introduction by Bice Curiger", La Biennale di Venezia, Retrieved 9 May 2014.
7. ↑  "Bice Curiger speaks about the Venice Biennale" Archived 2014-05-12 at the Wayback Machine., Flash Art Online, Retrieved 9 May 2014.
8. ↑  "Bice bags a new job", The Art Newspaper, Retrieved 9 May 2014.
9. ↑  Cooper, Ashton. "Fondation Vincent van Gogh Arles Now Open" Archived 2014-05-12 at the Wayback Machine., ArtInfo, Retrieved 9 May 2014.
10. ↑  "Bice Curiger" Sommer Akademie, Retrieved 9 May 2014.
11. ↑  Ciuffi, Valentina. "Bice Curiger director of Art Biennale 2011!", Abitare, Retrieved 9 May 2014.